# Бабина поляна (община Вранска баня)
 Тази статия е за селото в община Враня.  За селото в община Търговище вижте Бабина поляна (община Търговище).  
Бабина поляна (на сръбски: Бабина Пољана или Babina Poljana) е село в Югоизточна Сърбия, Пчински окръг, Град Враня, община Вранска баня.

## География
Селото е разположено в югозападните склонове на планината Бесна кобила. Намира се на 23 километра югоизточно от общинския център Вранска баня, източно от село Църни връх, западно от село Горна Любата и южно от село Крива Фея.

## История
По време на Първата световна война селото е във военновременните граници на Царство България, като административно е част от Вранска околия на Врански окръг.

## Население
Според преброяването на населението от 2011 г. селото има 37 жители.

### Етнически състав
Данните за етническия състав на населението от преброяването през 2002 г., сочат че всички жители на селото са сърби.

## Други
На Бабина поляна е наречена улица в София (Карта).